# إيثان جونستون
إيثان جونستون (بالإنجليزية: Ethan Johnston)‏ هو لاعب كرة قدم بريطاني، ولد في 13 يونيو 2002 في Kettering ‏ في المملكة المتحدة.

## وصلات خارجية
- إيثان جونستون على موقع قاعدة بيانات كرة القدم.إي يو (الإنجليزية)
- إيثان جونستون على موقع Soccerway.com (الإنجليزية)